# Суэхиротё (станция, Токио)
Станция Суэхиротё (яп. 末広町駅 суэхиротё: эки)) — железнодорожная станция на линии Гиндза, расположенная в специальном районе Тиёда в Токио. Станция обозначена номером G-14. На станции установлены автоматические платформенные ворота.

## Планировка станции
Две платформы бокового типа и два пути.
| 1 | ○ Линия Гиндза | Гиндза, Акасака-Мицукэ, Сибуя |
| 2 | ○ Линия Гиндза | Уэно, Асакуса                 |

## Близлежащие станции
| «     |  | Линия        |  | »              |
| ----- |  | ------------ |  | -------------- |
| Канда |  | Линия Гиндза |  | Уэно-Хирокодзи |